# Pro-Pain

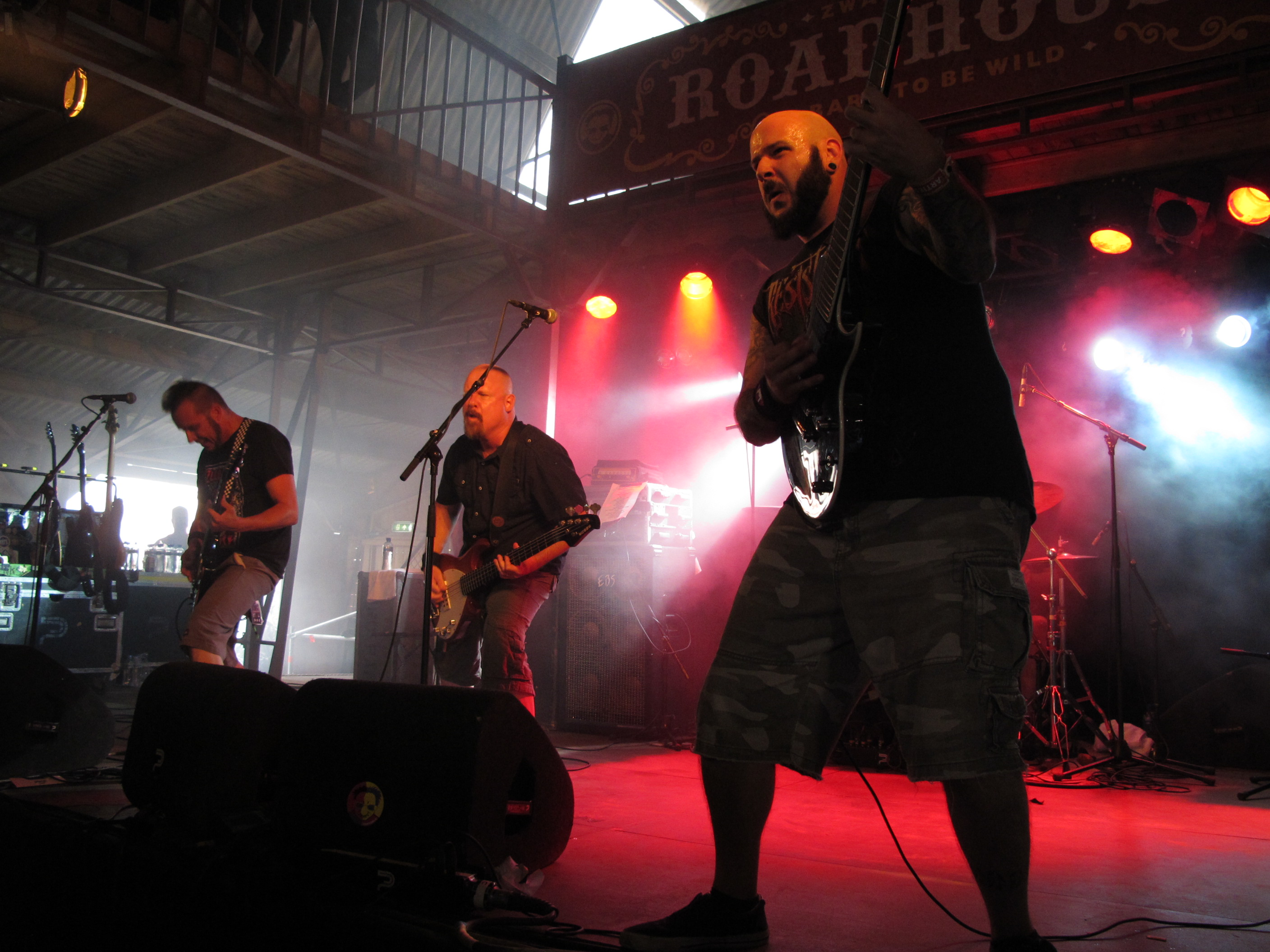
Pro-pain op de Zwarte Cross 2016.

Pro-Pain is een Noord-Amerikaanse hardcore-/metal band, opgericht in 1991 door zanger en bassist Gary Meskil en drummer Dan Richardson. Pro-Pain wordt gezien als een van de pioniers van de NYHC (New York Hardcore). 
Op maandag 3 juli 2017 werd Gary Meskil in Brussel het slachtoffer van een bijzonder gewelddadige overval. Hij werd door een bende beroofd, met een ijspriem op het hoofd geslagen en nog eens aangevallen. De zanger hield er verschillende breuken in de kaak en in het gezicht aan over en verloor massa's bloed. Binnen enkele dagen raakte zijn toestand wel gestabilseerd. De band zag zich hoe dan ook genoodzaakt de optredens die hij op vrijdag 7 juli te Roeselare en op zaterdag 8 juli te Osnabrück geagendeerd had, te annuleren.

## Trivia
- Het nummer ‘Put the Lights Out’ is een samenwerking met rapper Ice-T.
- Het nummer ‘All for King George’ is een aanklacht tegen voormalig president George W. Bush.

## Bandleden

### Huidige leden
- Gary Meskil – basgitaar, zang (1991 – heden)
- Eric Klinger - rythm gitaar (1999–2007; 2024-heden)
- Greg Discenza – lead guitar (2019 – heden)
- Jonas Sanders – drums (2011 – heden)

### Voormalige leden
- Tom Klimchuck – sologitaar, slaggitaar (1992–1994, 1996–2011)
- Dan Richardson – drums (1992–1997)
- Nick St. Denis – gitaar (1994–1995)
- Mike Hollman – gitaar (1994–1995)
- Rob Moschetti – gitaar (1996–1998)
- Dave Chavarri – drums (1997–1998)
- Mike Hanzel – drums (1998)
- Eric Matthews – drums (1999–2003)
- Rich Ferjanic – drums (2003–2004)
- JC Dwyer - drums (2004–2009)
- Rick Halverson – drums (2009–2011)
- Marshall Stephens - gitaar (2007-2016)
- Adam Philips - lead gitaar (2011-2019)
- Matt Sheridan – slaggitaar (2016-2024)

## Discografie

### Studioalbums
- Foul Taste of Freedom (1992), Energy/Roadrunner
- The Truth Hurts (1994), Roadrunner
- Contents Under Pressure (1996), Energy/Edel
- Pro-Pain (1998), Rawhead
- Act of God (1999), Nuclear Blast
- Round 6 (2000), Nuclear Blast
- Shreds of Dignity (2002), Spitfire
- Fistful of Hate (2004), Candlelight
- Prophets of Doom (2005), Candlelight
- Age of Tyranny - The Tenth Crusade (2007), Rawhead
- No End in Sight (2008), Regain
- Absolute Power (2010), Regain
- Straight To The Dome (2012), Nuclear Blast
- The Final Revolution (2013), SPV Steamhammer
- Voice of Rebellion (2015), SPV Steamhammer

### Livealbums
- Road Rage (2001), Nuclear Blast

### Compilatiealbums
- Best of Pro-Pain (1998), High-Gain/Mayhem
- Best of Pro-Pain II (2005), Candlelight
- 20 Years of Hardcore (2011)

### Tributealbums
- Run for Cover (2003)

### Dvd
- Raw Video (2005), Warner Bros.